# 創生「日本」
創生「日本」（そうせい「にっぽん」）は、日本の議員連盟。2007年（平成19年）12月に真・保守政策研究会（しん・ほしゅせいさくけんきゅうかい）として結成され、2010年（平成22年）2月5日に現在の名称に改称した。
自由民主党、維新の党（2016年3月末解散）、新党改革（2016年7月末解散）の3党と無所属の国会議員などから構成された。現在、自民党議員を中心に約100名の国会議員が参加している。
第2次安倍内閣の発足以降、しばらく活動を休止しておりほぼ休眠状態にあった。2015年の自民党立党60年記念式典の前日に研修会と懇親会を開催したことが報じられた。会長である安倍晋三の2度目の総理大臣辞任から約3ヶ月が経過した2020年11月25日、議連メンバーの呼びかけにより安倍の「慰労会」としての会食会が開かれ、安倍内閣時代に閣僚や自民党役員であった加藤勝信や衛藤晟一、稲田朋美らをはじめとする主要メンバー約20人が出席し、「再始動」として報じられた。

## 沿革

### 設立
2007年（平成19年）7月の第21回参議院議員通常選挙で自由民主党が大敗。同年9月に安倍改造内閣が退陣し、福田内閣が発足した。これを受け、自民党の中川昭一、島村宜伸や当時無所属だった平沼赳夫をはじめとした自民党及び無所属の議員によって設立された。
同年12月4日に設立総会が開かれ、自民党29人と無所属の平沼が出席。その他、代理出席が29人いた。

### 活動目的
1. 伝統・文化を守る。
2. 疲弊した戦後システムを見直す。
3. 国益を守り、国際社会で尊敬される国にする。

### 中川昭一会長時代
- 2007年（平成19年）
  - 12月4日 - 衆参両院の59議員を賛同者として発足[7]。
  - 12月7日 - ジャーナリストの櫻井よしこを講師に招き、初の勉強会を開催[7]。
  - 12月17日 - 名称が「真・保守政策研究会」に決定[7]。
  - 12月19日 - お茶の水女子大学理学部数学科教授の藤原正彦を講師に招き、2回目の勉強会を国会内で開催[7]。谷垣派を除く党内8派閥、及び無所属から衆参合計77人の国会議員が参加。
- 2008年（平成20年）
  - 2月15日 - 人権擁護法案反対の観点から勉強会を開催。講師として招かれた百地章は、同法案を「憲法違反」と断じ、危険性を訴えた。また、首相辞任後の表立った活動を控えていた安倍が、初めて出席。
  - 3月19日 - 国会内で、東シナ海のガス田に関する勉強会を開催。講師として平松茂雄が招かれた[要出典]。
  - 9月 2008年自由民主党総裁選挙では、全員が麻生支持で固まったわけでないが（例えば、メンバーである石破茂が独自に出馬した）、麻生当選の原動力となり、麻生内閣が発足（同月24日）。
  - 12月20日 - 韓国企業による土地の買収が進んでいるとされた対馬を視察。平沼赳夫を始めとする11人の国会議員[8]。
- 2009年（平成21年）
  - 8月30日 - 第45回衆議院議員総選挙で民主党が第一党になり、自民党が結党以来初めて第二党に転落し、下野する。中川も落選。所属議員の半数近くが落選し、2009年9月の時点での参加国会議員は、衆参合わせて45名となる。
  - 10月3日 - 中川が急死。
  - 10月27日 - 安倍元首相を会長に内定（安倍を会長にする人事は、中川が落選直後に希望していたといい、中川の遺志を継ぐことを重視したものである）[9]。

### 安倍晋三会長時代
- 2009年（平成21年）
  - 11月16日 - 自民党、改革クラブ（現・新党改革）、無所属（衆院院内会派国益と国民の生活を守る会）の23人（代理出席を含む）が出席した会合にて、安倍を正式に会長に選出[10]。
  - 12月2日 - 都内で総会を開き、民主党が成立を目指す外国人参政権に反対する決議を採択した。「（公務員の選定や罷免は国民固有の権利とする）憲法15条に違反する可能性が極めて大きく、国民の主権を脅かしかねない」とした上で「外国人参政権阻止を表明する」としており、外国人参政権への反対を明確にし、外国人参政権の憲法違反の可能性についても指摘した[11][12]。また、地方議員らにも反対の動きを広げる方針を確認し、同日、会の衛藤晟一幹事長は、大島理森自民党幹事長に党として反対するよう申し入れた[13]。
  - 天皇特例会見問題では、日本会議国会議員懇談会と神道政治連盟国会議員懇談会と共に、鳩山内閣の総辞職および習近平の会見中止を求める決議文をまとめた[14][15][16]。
- 2010年（平成22年）
  - 2月5日 - 36人が出席した総会で、現在の名称への改称を決定[17]。「永住外国人地方参政権や選択的夫婦別姓制度など問題（だと創生「日本」が考える）法案に反対する」とする運動方針や、安倍が掲げる「戦後レジームからの脱却」や「社会主義的・全体主義的体質をむき出しにする民主党政権から一日も早く政権を奪還する」とする運動方針案を採択した。総会の終了後に安倍は、名称変更について記者団に対し、「『研究会』から『行動する議員の集団』に脱皮していくためだ。『保守』を取ったことに（特別な）意味はない」と強調した[18][19]。なお、この運動方針は、安倍の公式サイトにて閲覧可能である[20][21]。
  - 2月8日 - かつて会の副幹事長を務めていた田村耕太郎が民主党へ入党。
  - 2月19日 - 自民党本部で会合を開き、政府（鳩山内閣）が検討する選択的夫婦別姓導入を柱とする民法改正案について協議し、「悪影響が大きい」との意見が大勢を占めた[22]。
  - 4月10日 - 最高顧問の平沼がたちあがれ日本を結成して自ら代表に就任（4月12日に衆院会派国益と国民の生活を守る会から離脱）した。
  - 6月10日 - たちあがれ日本、日本創新党とで「日本を救うネットワーク」（通称：救国ネット）の設立を発表。第22回参議院議員通常選挙にて民主党を過半数割れさせることを目的とする[23]。
  - 10月6日 - 一般の有権者も参加した第一回研修会が櫻井よしこを講師に招き衆議院議員会館にて行われた。
  - 一般の有権者からの会員募集を開始。
- 2011年（平成23年）
  - 2月9日 - 前年の尖閣諸島中国漁船衝突映像流出事件において映像を流出させた一色正春を総会に招く[24]。
  - 4月15日 - 韓国に対して竹島の不法占拠強化に対する抗議文を創生日本のホームページ上に公表した。
  - 8月2日	- 自民党の新藤義孝、稲田朋美、佐藤正久各議員が、鬱陵島視察に際しての入国拒否に対して、安倍会長がコメントを発表。抗議文をホームページ上に公表した。
- 2012年（平成24年）
  - 5月10日 - 東京都内で研修会。「憲法改正誓いの儀式」と評される気勢上げの時に「党改憲草案でも国民主権、基本的人権尊重、平和主義は堅持する、と。この3つはGHQによる押し付け、戦後レジームそのものであり、なくさなければ真の自主憲法にはならない」（長勢甚遠）、「国を護るためには国民が血を流す必要がある。2600年もの間、皇室を奉じて来た日本だけが道義大国を目指す資格がある」（稲田朋美）、「日本にとって一番大事なのは皇室であり国体」（城内実）、「尖閣諸島を軍事利用しよう」（新藤義孝）などの発言が相次ぐ。
  - 8月15日 - 平成24年8月20日（月）以降創生日本は、韓国李大統領の竹島不法上陸に対する安倍会長の記者会見を実施。
  - 8月21日 - 韓国李大統領の竹島不法上陸に対する抗議声明文を安倍会長が発表。ホームページ上に公表した。
  - 8月21日 - 尖閣諸島に不法上陸した中国人釈放に対する抗議声明文を安倍会長が発表。ホームページ上に公表した。
  - 8月23日 - 下村博文副会長、衛藤晟一幹事長、加藤勝信事務局長3名が、首相官邸に対し申入れを行い、長浜博行官房副長官に抗議声明文を手交。その写真をホームページ上に公表した。
- 2013年（平成25年）
  - 10月29日 - 総会を開催。
  - 11月26日 - 研修会を開催。
- 2015年（平成27年）
  - 11月28日 - 研修会と懇親会を開催。
  - 11月29日 - 自民党立党60年記念式典を実施。
- 2016年（平成28年）
  - 3月14日 - 経済学者の高橋洋一らを講師に勉強会開催[25]。
- 2017年（平成29年）
  - 3月4日 - 非公開の会合を開催[26]。
- 2018年（平成30年）
  - 7月3日 - 役員会を開催[27]。
- 2022年（令和4年）
  - 7月8日 - 安倍が演説中に銃撃され死亡する（安倍晋三銃撃事件を参照）。

### 会長不在時代
- 2022年（令和4年）
  - 8月8日 - 幹部会を開催し、当面は会長職不在のまま安倍の四十九日過ぎとなる8月下旬以降に活動を再開する方針を決定[28]。
- 2023年（令和5年）
  - 2月15日 - 自民党本部で勉強会を開催し、産経新聞の阿比留瑠比論説委員兼政治部編集委員が講師を務め、安倍の内政、外交面での取り組みや功績について講演した。阿比留は、第1次安倍政権発足直後に安倍が「『保守で（政権を）10年つなぎたい。そうすれば官僚が保守を勉強し、社会に（保守の）考えが広がっていく』と話していた」と紹介し、「実際、安倍氏は約10年近く保守政権を築き、本当に日本社会の多くを変えた」と述べた。勉強会には萩生田光一政務調査会長や加藤勝信厚生労働相、高市早苗経済安全保障担当相らが出席した。ジャーナリストの櫻井よしこも挨拶し、「日本国の現状は嵐の真っただ中だ。戦後の歴史が根幹から書き換えられなければ持たないところまで来ている。政府は着実に進んでくれていると信じ、期待をしている」と語った[29]。
- 2025年（令和7年）
  - 2月5日 - 総会を開催[30]。

## 構成
自由民主党以外でも荒井広幸、水野賢一、城内実（2012年5月、自民党に復党）ら安倍晋三と親交を有した議員が多い。活動を一時中断した背景には石破茂への配慮もあった。

### 歴代会長
| 1 | 中川昭一 | 2007年（平成19年） - 2009年（平成21年） |
| 2 | 安倍晋三 | 2009年（平成21年） - 2022年（令和4年）  |

### 役員
| 会長         | 安倍晋三(2022年7月8日死去)                                         |
| 会長代行     | 中曽根弘文                                                         |
| 会長代理     | 古屋圭司                                                           |
| 副会長       | 菅義偉、下村博文、岩屋毅、高市早苗、世耕弘成、山谷えり子、新藤義孝 |
| 幹事長       | 衛藤晟一                                                           |
| 副幹事長     | 梶山弘志、西村康稔、江藤拓、古川禎久、有村治子                     |
| 事務局長     | 木原稔                                                             |
| 幹事長代行   | 萩生田光一                                                         |
| 幹事長代理   | 加藤勝信                                                           |
| 事務局長代理 | 稲田朋美                                                           |
| 事務局次長   | 城内実、岡田直樹、西田昌司                                         |
| 最高顧問     | —                                                                  |
| 顧問代理     | —                                                                  |
| 監査         | —                                                                  |

## 所属議員(2025年7月24日時点)

### 衆議院議員(29名)
新谷正義、鈴木英敬、中村裕之、松本尚、宮下一郎、古屋圭司、加藤勝信、萩生田光一、柴山昌彦、木原稔、松本洋平、新藤義孝、高市早苗、平沼正二郎、吉田真次、尾崎正直、石橋林太郎、西村康稔、井上貴博、森下千里、佐々木紀、簗和生、山田賢司、小林鷹之、星野剛士、根本幸典、田中良生、黄川田仁志、三谷英弘

### 参議院議員(7名)
佐藤啓、山田宏、上野通子、中曽根弘文、西田昌司、山谷えり子、片山さつき